# David Selvas
David Selvas Jansana (Barcelona (España), 1971) es un director y actor de teatro, cine y televisión. En 2005 se inició como director con El virus, de Richard Strand y Who is p?, un ensayo abierto sobre Pier Paolo Pasolini que se presentó en Espai Lliure de Barcelona en 2006. Desde entonces ha estrenado como director True West, de Sam Shepard; La gavina, de Anton Chéjov; Hedda Gabler, de Henrik Ibsen; L'habitació blava, de David Hare, y Oleanna, de David Mammet. Mientras tanto ha continuado combinando la tarea de dirección con una intensa actividad como intérprete en el teatro, el cine y la televisión.

## Filmografía

### Cine
- Carícies (1998), de Ventura Pons
- Amic / Amat (1999), de Ventura Pons
- Pau i el seu germà (2001), de Marc Recha, que participó en el Festival de Canes[3]
- Príncep de Viana (2001)
- Freetown (2002)
- Valentín (2002)
- Nines russes (2002)[4]
- A la ciutat (2003), de Cesc Gay
- Nubes de verano (2004), de Felipe Vega
- Los perdidos (2006)
- Atlas de geografía humana (2007), de Azucena Rodríguez
- Che: Guerrilla (2008), de Steven Soderbergh
- La pérdida (2009)
- El cas Reiner (2009)
- Celda 211 (2009) de Daniel Monzón.
- Ens veiem demà (2009), de Xavier Berraondo
- Trash (2009)
- Contratiempo (2017) de Oriol Paulo.
- Hogar (2020) de David Pastor y Álex Pastor.
- Libertad (2021) de Clara Roquet.

### Series de televisión
- Nissaga de poder (1996)
- Estació d'enllaç (1998, 1 episodio)
- El súper (1996-1998)
- Laberint d'ombres (1998-2000)
- Crims (2000, 1 episodio)
- El pantano (2003)
- De moda (2004-2005)
- Àngels i Sants (2006)
- Mar de fons (2006-2007)
- Serrallonga, la llegenda del bandoler (2008)
- La Riera (2010-2016)
- Les de l’hoquei (2019-2020)

### Teatro
Como director
- 2023: La importancia de llamarse Ernesto, de Oscar Wilde.
- 2025. Les bàrbares, de Lucía Carballal.